# Tolången (naturreservat, Västerviks kommun)
Tolången är ett naturreservat i Kinda kommun i Östergötlands län och Västerviks kommun i Kalmar län. Denna artikel beskriver delen i Kalmar län medan delen i Östergötlands län beskrivs i Tolången (naturreservat, Kinda kommun).
Området, som är naturskyddat sedan 2012, är 4 hektar stort. Reservatet omfattar natur vid Tolångens sydvästra strand och består av naturskogsartad barrskog och lövträdsrik blandskog.